# Kašina Hora
Kašina Hora je vesnice, část obce Záhoří v okrese Písek v Jihočeském kraji. Nachází se asi dva kilometry severovýchodně od Záhoří. Je zde evidováno 59 adres. V roce 2011 zde trvale žilo 68 obyvatel.
Kašina Hora je také název katastrálního území o rozloze 3,07 km².

## Historie
První písemná zmínka o vesnici pochází z roku 1323, kdy je uvedena jako příslušenství hradu Zvíkov. Ke Zvíkovu patřila Kašina Hora až do roku 1612. Poté připadla k zámku Červený Újezdec do roku 1663, kdy se Kašina Hora opět stala příslušenstvím zvíkovského a orlického panství až do roku 1850. V roce 1654 zde byly čtyři osazené selské grunty a šest usedlostí bylo pustých.

## Obyvatelstvo
| Rok            | 1869 | 1880 | 1890 | 1900 | 1910 | 1921 | 1930 | 1950 | 1961 | 1970 | 1980 | 1991 | 2001 | 2011 | 2021 |
| -------------- | ---- | ---- | ---- | ---- | ---- | ---- | ---- | ---- | ---- | ---- | ---- | ---- | ---- | ---- | ---- |
| Počet obyvatel | 251  | 253  | 187  | 184  | 203  | 231  | 176  | 153  | 101  | 86   | 73   | 55   | 48   | 68   | 61   |
| Počet domů     | 30   | 33   | 28   | 29   | 30   | 30   | 33   | 43   | 29   | 26   | 25   | 24   | 21   | 27   | 36   |

## Obecní správa
Při sčítání lidu v letech 1850–1879 Kašina Hora byla osadou obce Jamný v okrese Písek. V letech 1880–1960 byl samostatnou obcí v okrese Písek. V letech 1961–1976 byl znovu částí obce Jamný v okrese Písek. Od 1. dubna 1976 je částí obce Záhoří v okrese Písek.

## Pamětihodnosti
- Barokní kaple svaté Anny se nachází na návsi a je z 18. století.[10]
- Pomník obětem první světové války se nachází na návsi.
- Kříž před kaplí svaté Anny.
- Zděné lidové stavby z druhé poloviny 19. století a první třetiny 20. století, díky kterým se vesnice řadí k památkově hodnotným dílům Písecka.[6] Usedlost čp. 5 na severovýchodním okraji je datovaná rokem 1879. Štít s kapličkovou nikou je zdobený štukovou výzdobou. Před domem se nachází brána. Brána u domu čp. 3 je datovaná rokem 1882. Na východní straně návsi se nalézají usedlosti čp. 7 a čp. 9 z roku 1907.[11]
- Litinový křížek ve vsi
- Kříž poblíž vesnice v polích
- Kříž v ohrádce u silnice k vesnici
- Výklenek ve zdi pro sochu světce se nachází u domu čp. 11.[12]

## Galerie

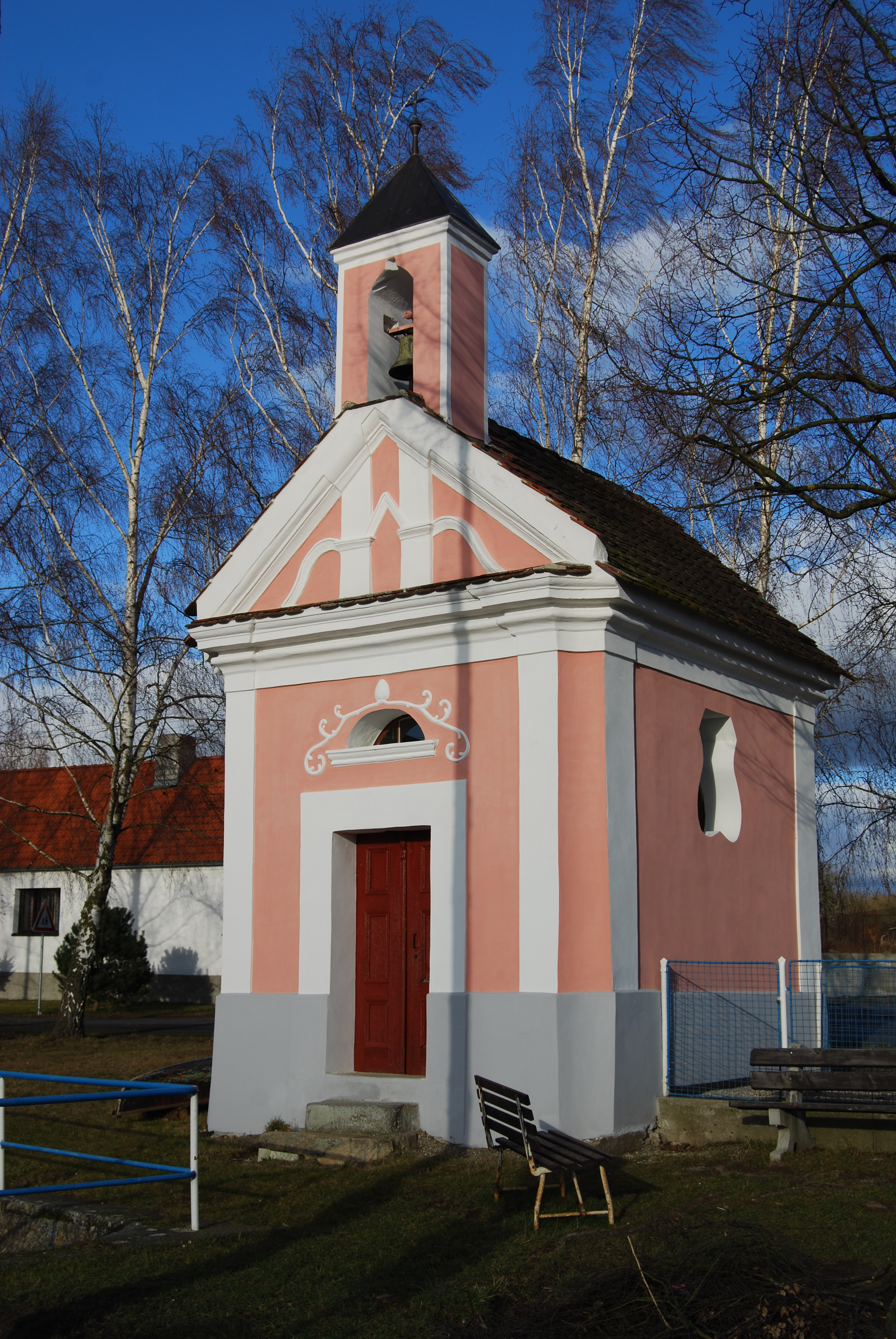
Barokní kaple svaté Anny
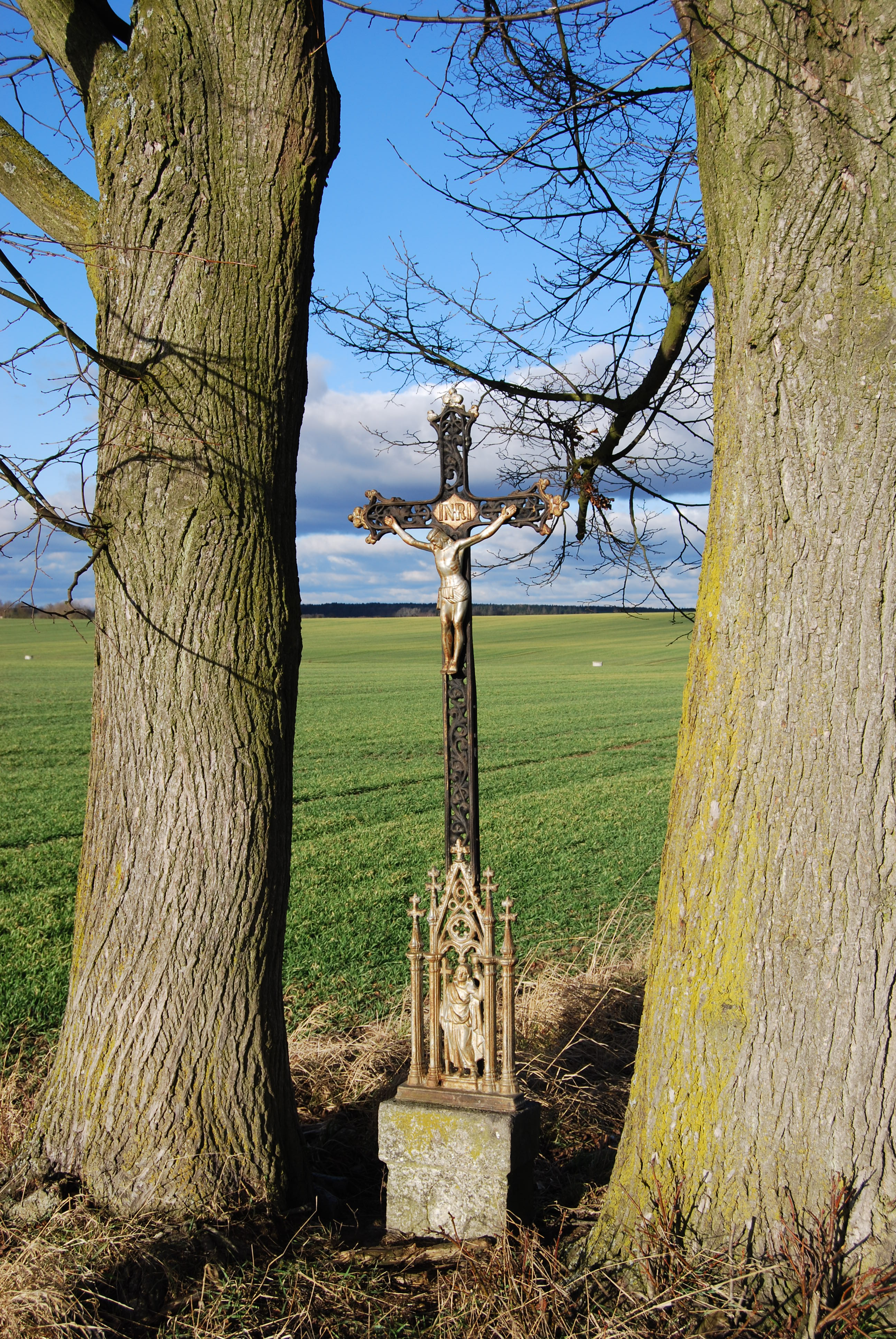
Kříž v polích, nedaleko od vesnice
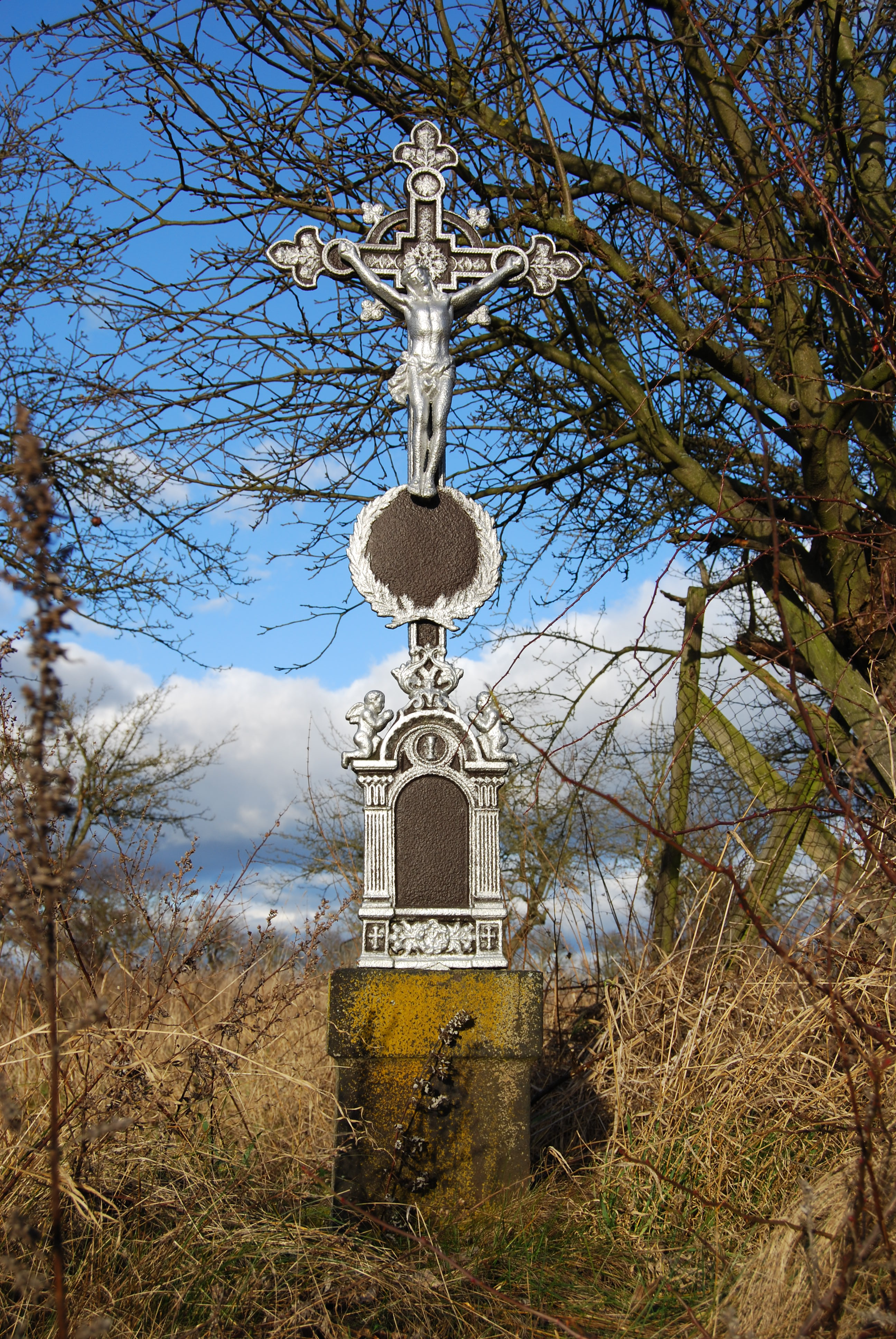
Litinový kříž ve vsi
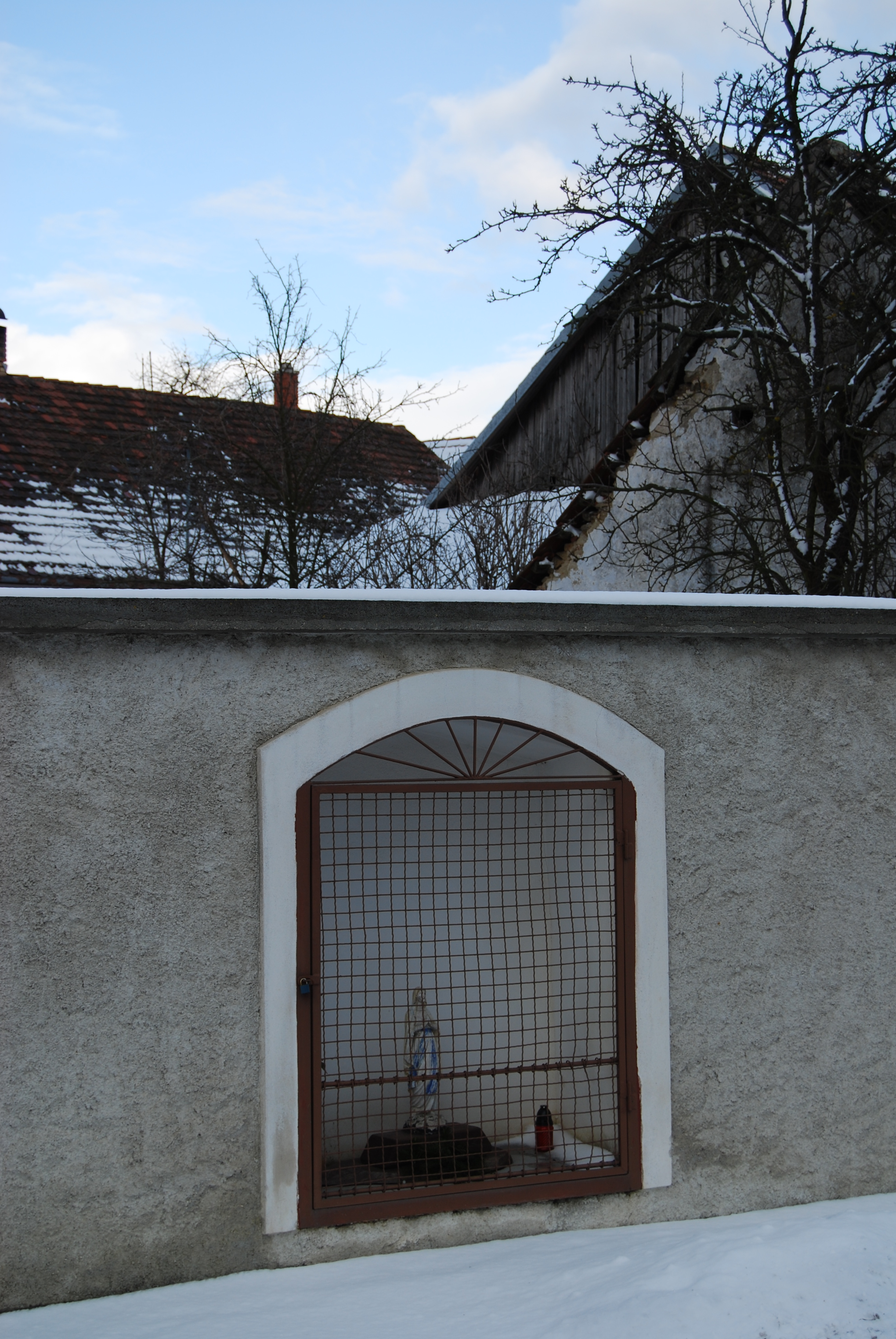
Výklenek pro sochu
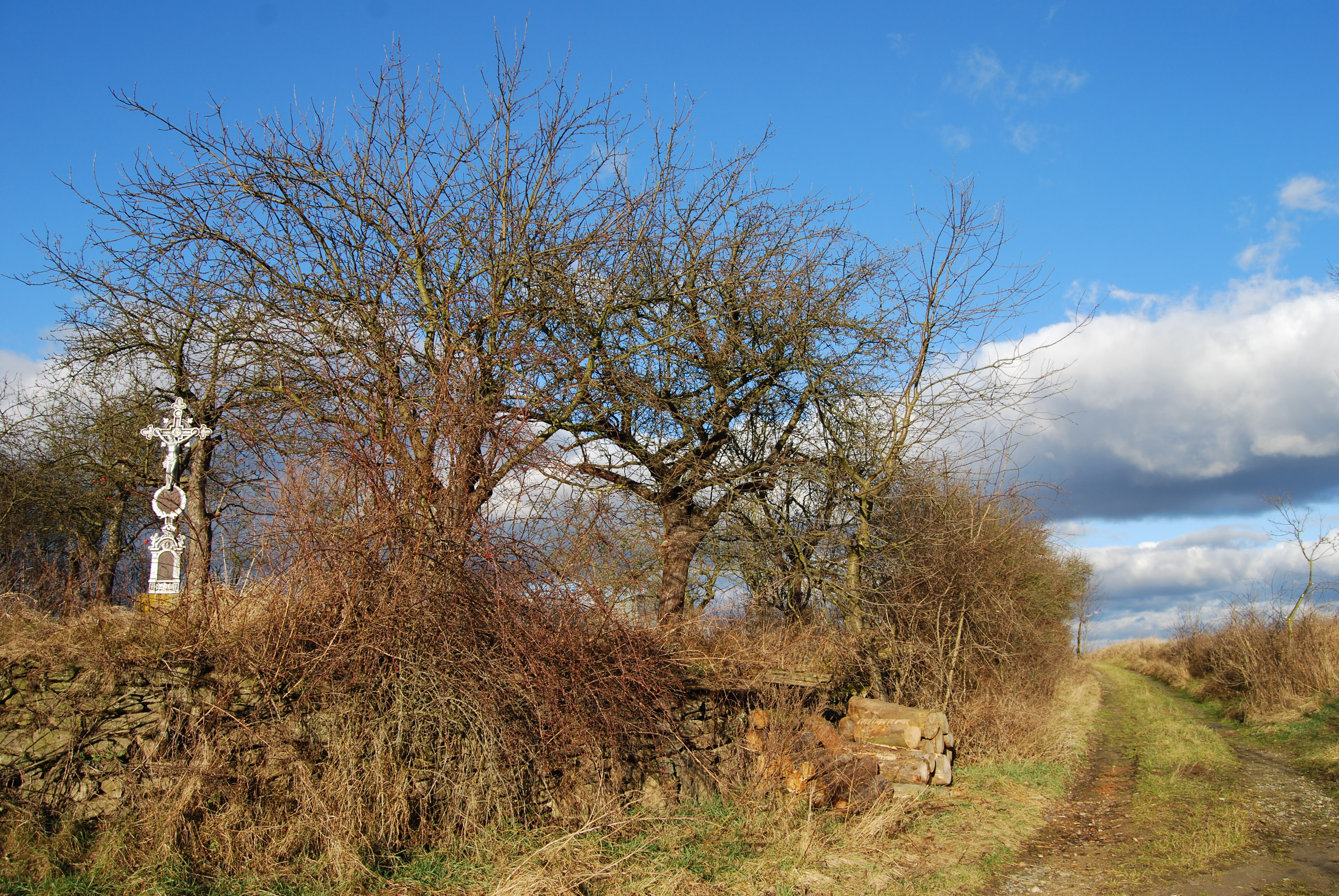
Pohled na okolí vesnice